# Habronyx fulvipes
Habronyx fulvipes är en stekelart som beskrevs av Townes, Momoi och Henry Keith Townes, Jr. 1965. Habronyx fulvipes ingår i släktet Habronyx och familjen brokparasitsteklar. Inga underarter finns listade i Catalogue of Life.